# José Palmar
José de Jesús Palmar Morales (Maracaibo, estado Zulia, Venezuela, 1 de octubre de 1961) es un sacerdote católico y activista político venezolano, inicialmente seguidor del chavismo y actualmente crítico al gobierno de Nicolás Maduro. 
El 12 de enero de 2018, llega como exiliado desde Venezuela a México, el 20 de enero es asesinado Raúl Naranjo Posadas mexicano que le da posada, suceso que le hace temer por su vida e inicia trámites para ingresar legalmente a EE. UU. en ese mismo año.

## Biografía
Palmar nació en la ciudad de Maracaibo, ordenado el 14 de agosto de 1988 por el arzobispo Domingo Roa Pérez. Inicialmente seguidor del chavismo y actualmente crítico (a partir de 2006 se hizo conocido con el cierre del canal de televisión RCTV) conocido y perseguido político por sus artículos y declaraciones en contra de Nicolás Maduro y por participar en las protestas en Venezuela de 2017.

## Exilio
Palmar emigró de Venezuela a México en 2017, donde residió por un tiempo hasta que decidió trasladarse a Estados Unidos temiendo por su seguridad después de que su amigo Raúl Naranjo Posadas que lo estaba hospedando en México fuese asesinado a tiros en la noche del 19 de enero en Toluca, la capital del estado de México. Este incidente fue asumido por algunos periodistas como un hecho que buscaba eliminar físicamente al Padre Palmar.
El 31 de enero fue detenido por funcionarios del Servicio de Inmigración y Control de Aduanas de los Estados Unidos (ICE) en el puerto de entrada de Brownsville, Texas, convirtiéndose en el segundo activista venezolano bajo arresto en Estados Unidos por problemas migratorios. El organismo informó mediante de su página web que el venezolano se encontraba detenido en el centro de detención de Río Grande, en Texas, bajo el estatus de custodia. En marzo fue liberado y su petición de asilo político fue aceptada. Durante el accidente automovilístico de la Tragedia de Brownsville contra migrantes venezolanos en 2023 organizó una misa en memoria de quienes fallecieron en la parada del autobús.